# Ausbaustrecke München–Lindau
| RABe 503 der SBB als EuroCity-Express bei Tannheim |                      |                              |                              |
| Streckenverlauf |                      |                              |                              |
| Spurweite: | 1435 mm (Normalspur) |                              |                              |
| Streckenklasse: | D4                   |                              |                              |
| Stromsystem: | 15 kV, 16,7 Hz ~     |                              |                              |
| Streckengeschwindigkeit: | 160 km/h             |                              |                              |
| Zugbeeinflussung: | PZB, ZUB 262         |                              |                              |
| |                      |                              |                              |
| \| \| 0,00 \| München Hbf \| 523 m \| \| \| 7,39 \| München-Pasing \| 527 m \| \| \| \| \| \| \| \| 42,11 \| Geltendorf ATS \| 597 m \| \| \| \| \| \| \| \| 56,18 \| Kaufering \| 590 m \| \| \| \| von Augsburg \| \| \| \| 67,990,00 \| Buchloe ATS \| 616 m \| \| \| \| nach Kempten (Allgäu)–Lindau \| \| \| \| 8,26 \| Türkheim (Bay) Bahnhof \| 606 m \| \| \| 18,73 \| Mindelheim ATS \| 606 m \| \| \| 24,83 \| Stetten (Schwab) \| 624 m \| \| \| 32,42 \| Sontheim (Schwab) \| 616 m \| \| \| 38,02 \| Ungerhausen \| Ungerhausen \| \| \| \| von Neu-Ulm \| \| \| \| 46,1431,54 \| Memmingen ATS \| 595 m \| \| \| \| nach Kempten (Allgäu) \| \| \| \| 23,20 \| Tannheim (Württ) \| 585 m \| \| \| 16,73 \| Marstetten-Aitrach ab 2025 \| 604 m \| \| \| 10,11 \| Aichstetten \| 624 m \| \| \| 0,0068,61 \| Leutkirch URW und ATS \| 652 m \| \| \| 63,3 \| Gebrazhofen ab 2025 \| 665 m \| \| \| 57,670,00 \| Kißlegg \| 651 m \| \| \| 9,0 \| Ratzenried ab 2025 \| 612 m \| \| \| 13,31 \| Wangen (Allgäu) \| 570 m \| \| \| \| von Buchloe–Kempten (Allgäu) \| \| \| \| 18,59129,84 \| Hergatz ATS \| 555 m \| \| \| \| von Friedrichshafen \| \| \| \| 151,520,07 \| Lindau-Aeschach Abzw \| Lindau-Aeschach Abzw \| \| \| \| Lindau-Insel \| 398 m \| \| \| 1,75 \| Lindau-Reutin \| 399 m \| \| \| \| nach Bregenz \| \| \| \| \| \| \| \| vereinfacht gelb: Stromversorgung mit Autotransformatorsystem ATS: Autotransformator URW: Umrichterwerk \| \| \| \| |                      |                              |                              |
| Kopfbahnhof Streckenanfang | 0,00                 | München Hbf                  | 523 m                        |
| Bahnhof | 7,39                 | München-Pasing               | 527 m                        |
| |                      |                              |                              |
| Bahnhof · Betriebsstelle Streckenanfang, Streckenende, links, links und geradeaus oben | 42,11                | Geltendorf ATS               | 597 m                        |
| |                      |                              |                              |
| Bahnhof · Strecke nach links und nach links | 56,18                | Kaufering                    | 590 m                        |
| Abzweig geradeaus und von rechts · Strecke nach links und nach links |                      | von Augsburg                 | von Augsburg                 |
| Bahnhof · Blockstelle Streckenende, links, links und geradeaus oben | 67,990,00            | Buchloe ATS                  | 616 m                        |
| Abzweig geradeaus und nach links · Strecke nach links und nach links |                      | nach Kempten (Allgäu)–Lindau | nach Kempten (Allgäu)–Lindau |
| Bahnhof · Strecke nach links und nach links | 8,26                 | Türkheim (Bay) Bahnhof       | 606 m                        |
| Bahnhof · Blockstelle Streckenende, links, links und geradeaus oben | 18,73                | Mindelheim ATS               | 606 m                        |
| Bahnhof · Strecke nach links und nach links | 24,83                | Stetten (Schwab)             | 624 m                        |
| Bahnhof · Strecke nach links und nach links | 32,42                | Sontheim (Schwab)            | 616 m                        |
| Dienststation / Betriebs- oder Güterbahnhof · Strecke nach links und nach links | 38,02                | Ungerhausen                  | Ungerhausen                  |
| Abzweig geradeaus und von rechts · Strecke nach links und nach links |                      | von Neu-Ulm                  | von Neu-Ulm                  |
| Bahnhof · Blockstelle Streckenende, links, links und geradeaus oben | 46,1431,54           | Memmingen ATS                | 595 m                        |
| Abzweig geradeaus und nach links · Strecke nach links und nach links |                      | nach Kempten (Allgäu)        | nach Kempten (Allgäu)        |
| Bahnhof · Strecke nach links und nach links | 23,20                | Tannheim (Württ)             | 585 m                        |
| ehemalige Blockstelle · Strecke nach links und nach links | 16,73                | Marstetten-Aitrach ab 2025   | 604 m                        |
| Bahnhof · Strecke nach links und nach links | 10,11                | Aichstetten                  | 624 m                        |
| Bahnhof · Dienststation / Betriebs- oder Güterbahnhof Streckenende, links, links und geradeaus oben | 0,0068,61            | Leutkirch URW und ATS        | 652 m                        |
| ehemalige Blockstelle · Strecke nach links und nach links | 63,3                 | Gebrazhofen ab 2025          | 665 m                        |
| Bahnhof · Strecke nach links und nach links | 57,670,00            | Kißlegg                      | 651 m                        |
| ehemalige Blockstelle · Strecke nach links und nach links | 9,0                  | Ratzenried ab 2025           | 612 m                        |
| Bahnhof · Strecke nach links und nach links | 13,31                | Wangen (Allgäu)              | 570 m                        |
| Abzweig geradeaus und von links · Strecke nach links und nach links |                      | von Buchloe–Kempten (Allgäu) | von Buchloe–Kempten (Allgäu) |
| Bahnhof · Betriebsstelle Streckenende, Streckenende, links, links und geradeaus oben | 18,59129,84          | Hergatz ATS                  | 555 m                        |
| Abzweig geradeaus und von rechts |                      | von Friedrichshafen          | von Friedrichshafen          |
| Blockstelle | 151,520,07           | Lindau-Aeschach Abzw         | Lindau-Aeschach Abzw         |
| Kopfbahnhof Streckenanfang und quer · Abzweig geradeaus, nach rechts und von rechts |                      | Lindau-Insel                 | 398 m                        |
| Bahnhof | 1,75                 | Lindau-Reutin                | 399 m                        |
| Strecke |                      | nach Bregenz                 | nach Bregenz                 |
| |                      |                              |                              |
| vereinfacht gelb: Stromversorgung mit Autotransformatorsystem ATS: Autotransformator URW: Umrichterwerk |                      |                              |                              |

Die Ausbaustrecke München–Lindau in den Bundesländern Bayern und Baden-Württemberg ist ein abgeschlossenes Projekt zur Verkürzung der Reisezeit zwischen München und Lindau-Reutin auf unter zwei Stunden. Dazu wurde die Verbindung von Geltendorf über Memmingen nach Lindau elektrifiziert und für bogenschnelles Fahren ausgebaut. Dies ermöglichte zum Fahrplanwechsel im Dezember 2020 eine deutliche Reisezeitverkürzung zwischen München und Zürich.
Fahrplandichte und Pünktlichkeit bleiben durch die überwiegende Eingleisigkeit der Strecke beeinträchtigt.

## Geschichte

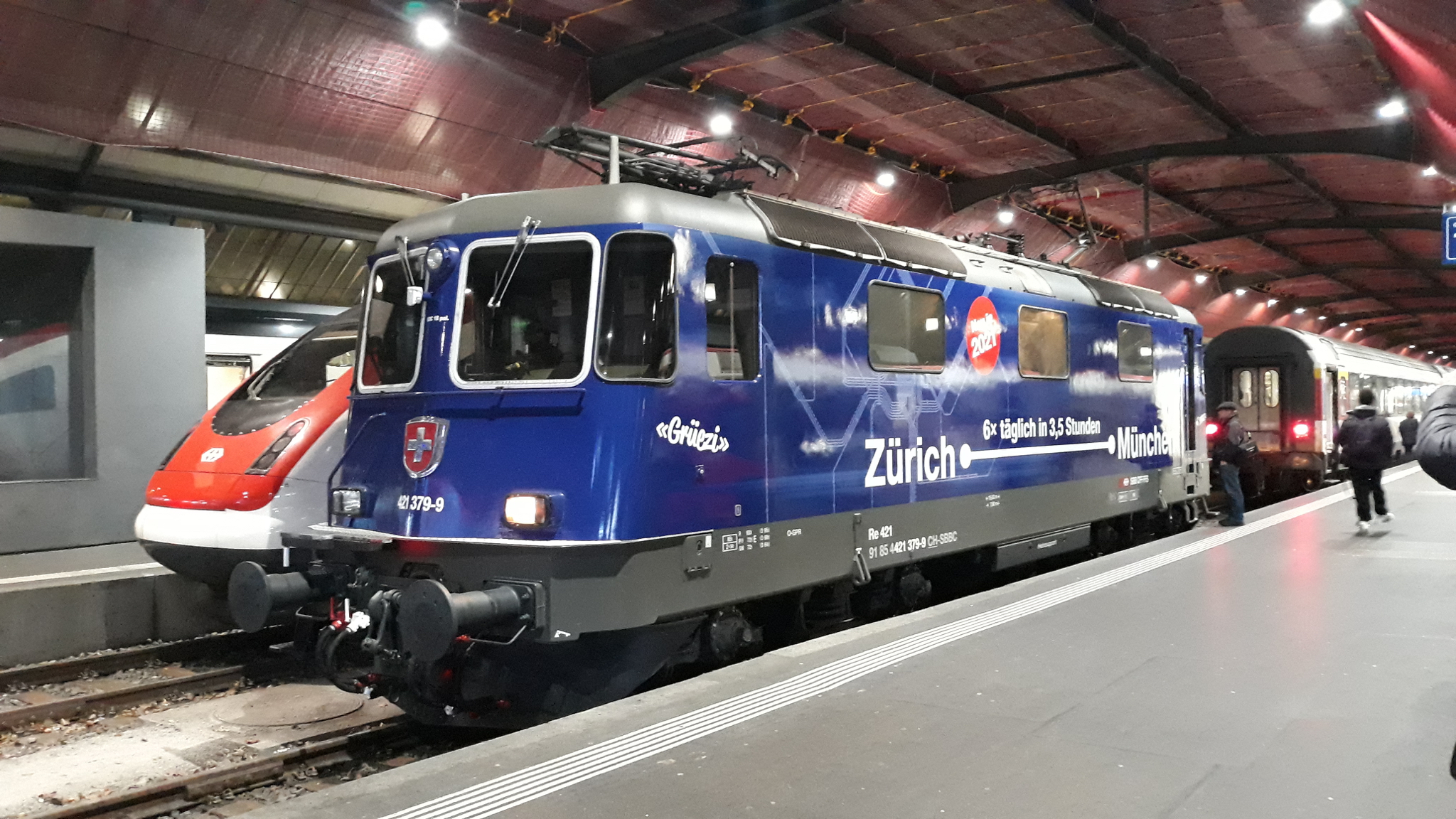
Diese SBB Re 4/4 II warb während den Ausbauarbeiten für die beschleunigte Verbindung zwischen Zürich und München.

Bereits 1975 plante die Deutsche Bundesbahn, die Verbindung von Geltendorf nach Lindau zu elektrifizieren. 2006 wurde dafür mit Kosten von 190 bis 200 Millionen Euro gerechnet. Die Bahnstrecke München–Buchloe wurde bereits bis 1968 für die S-Bahn München bis Geltendorf elektrifiziert, somit begann der Fahrleitungsbau in Geltendorf. Bayern erklärte sich bereit, 140 bis 150 Millionen Euro vorzufinanzieren. Im Rahmen des Projekts Anschluss der Schweiz an das europäische Hochgeschwindigkeitsnetz steuerte die Schweiz 75 Millionen Schweizer Franken als rückzahlbaren Betrag bei. Im Juli 2006 griff der damalige Bundesverkehrsminister Wolfgang Tiefensee diesen Vorschlag auf.
Im Februar 2008 unterzeichneten Tiefensee und sein Schweizer Amtskollege Moritz Leuenberger in Memmingen eine Absichtserklärung hierzu. im Dezember 2008 folgte eine Finanzierungserklärung.

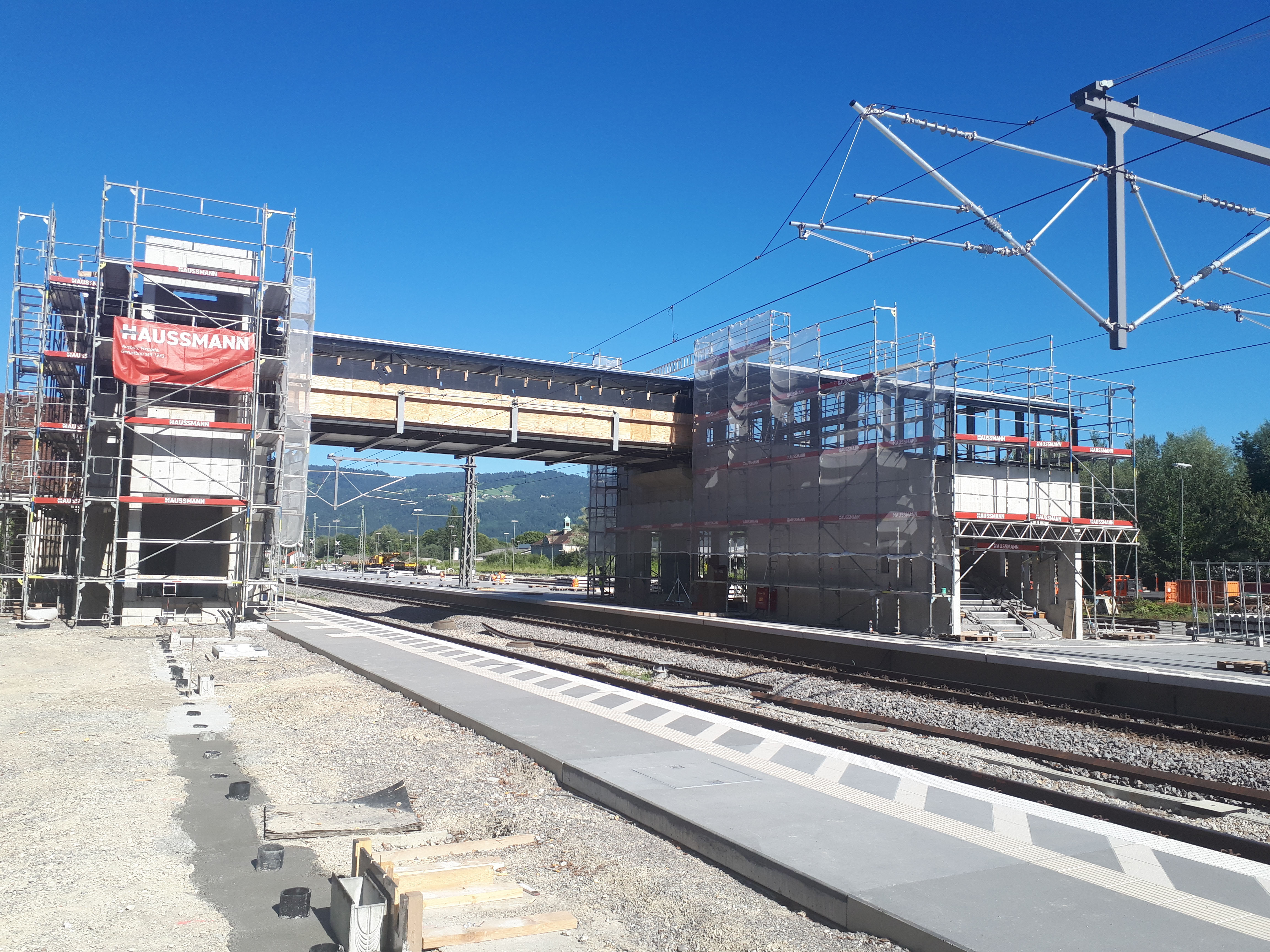
Stand der Bauarbeiten im Juli 2020 im Bahnhof Lindau-Reutin

Mitte 2011 wurde laut einem Bericht des Schweizer Bundesamts für Verkehr (BAV) frühestens 2017 mit der Inbetriebnahme der elektrifizierten Strecke gerechnet. Für den Ausbau waren 310 Millionen Euro vorgesehen. Hauptgrund der Planungsverzögerungen war Anfang des Jahrzehnts, dass eine neue Verkehrsprognose mehr Güterverkehr in der Region erwartete. Der umfangreichere Lärmschutz und die gestiegenen Anforderungen an den Unterbau durch die erhöhten Geschwindigkeiten zwangen die Deutsche Bahn, die Vorentwurfsplanung wegen höherer Kosten zu überarbeiten.
Im April 2014 war auch der Rollmaterialeinsatz und die damit verbundenen Auswirkungen auf die Infrastruktur, das Angebot und die Reisezeiten noch nicht klar. Da die Schweizerischen Bundesbahnen (SBB) 2010 neue Fahrzeuge mit Wank-Kompensation bestellt hatten, untersuchten sie 2011 in Zusammenarbeit mit der DB, ob diese Fahrzeuge, statt der zuvor geplanten Neigezüge mit aktiver Neigetechnik, zum Einsatz kommen könnten. 2016 entschieden die SBB, Triebzüge der Bauart ETR 610 mit aktiver Neigetechnik einzusetzen.
Im April 2015 wurde das formale Planfeststellungsverfahren eingeleitet. Davor wurde die Planung in einer frühzeitigen Öffentlichkeitsbeteiligung bei 13 Dialog-Veranstaltungen diskutiert, an denen insgesamt 3000 Bürger teilnahmen.

## Abschnitte
|                               | Kilometrierung | Länge | fortlaufend | bogenschnell | zweigleisig | Strecke                                          |
| ----------------------------- | -------------- | ----- | ----------- | ------------ | ----------- | ------------------------------------------------ |
| München–Geltendorf            | 00,00–42,11 ↓  | 42,11 |             |              | x           | München–Buchloe                                  |
| Geltendorf–Buchloe            | 42,11–67,99 ↓  | 25,88 | 025,9       |              | x           | München–Buchloe                                  |
| Buchloe–Memmingen             | 00,00–46,14 ↓  | 46,14 | 072,04      | x            |             | Buchloe–Memmingen                                |
| Memmingen–Leutkirch           | 31,54–00,00 ↑  | 31,54 | 103,58      | x            |             | Leutkirch–Memmingen                              |
| Leutkirch–Kißlegg             | 68,61–57,67 ↑  | 10,94 | 114,52      | x            |             | Herbertingen–Isny                                |
| Kißlegg–Hergatz               | 00,00–18,59 ↓  | 18,59 | 133,11      | x            |             | Kißlegg–Hergatz                                  |
| Hergatz–Lindau-Aeschach       | 129,8–151,2 ↓  | 21,40 | 154,51      | x            | x           | Buchloe–Lindau-Insel                             |
| Lindau-Aeschach–Lindau-Reutin | 00,07–01,75 ↓  | 01,68 | 156,19      |              |             | Lindau-Aeschach–Lindau-Reutin (Aeschacher Kurve) |

## Ausbaumaßnahmen
Zu den zahlreichen Baumaßnahmen auf der 197 Kilometer langen Strecke gehörten die Anpassung von Bahnübergängen und Eisenbahnbrücken, der Einbau des Geschwindigkeitsüberwachungssystems ZUB 262 für die Neigezüge und signaltechnische Änderungen, der Bau von Bahnsteigunterführungen an den Bahnhöfen Türkheim und Kißlegg, der Neubau eines Mittelbahnsteigs in Türkheim, der Neubau eines Umrichterwerks im Raum Leutkirch und die Errichtung der Oberleitung mit rund 3200 Masten.
Am 23. März 2018 fand in Memmingen der symbolische Spatenstich statt, bei gleichzeitigem Baubeginn und sechsmonatiger Streckensperrung. Der Spatenstich für den Ausbau des Bahnhofs Lindau-Reutin fand am 23. Juli 2019 statt. Nach zweieinhalb Jahren Bauzeit begannen im Oktober 2020 Testfahrten mit dem vorgesehenen Rollmaterial der SBB.
Die Deutsche Bahn und der Freistaat Bayern berechneten die Gesamtkosten des Projekts 2017 mit 440 Millionen Euro. Einer der Hauptgründe für die Mehrkosten lag in den zusätzlichen Lärmschutz-Maßnahmen, die 100 Millionen Euro erforderten.

### Elektrifizierung

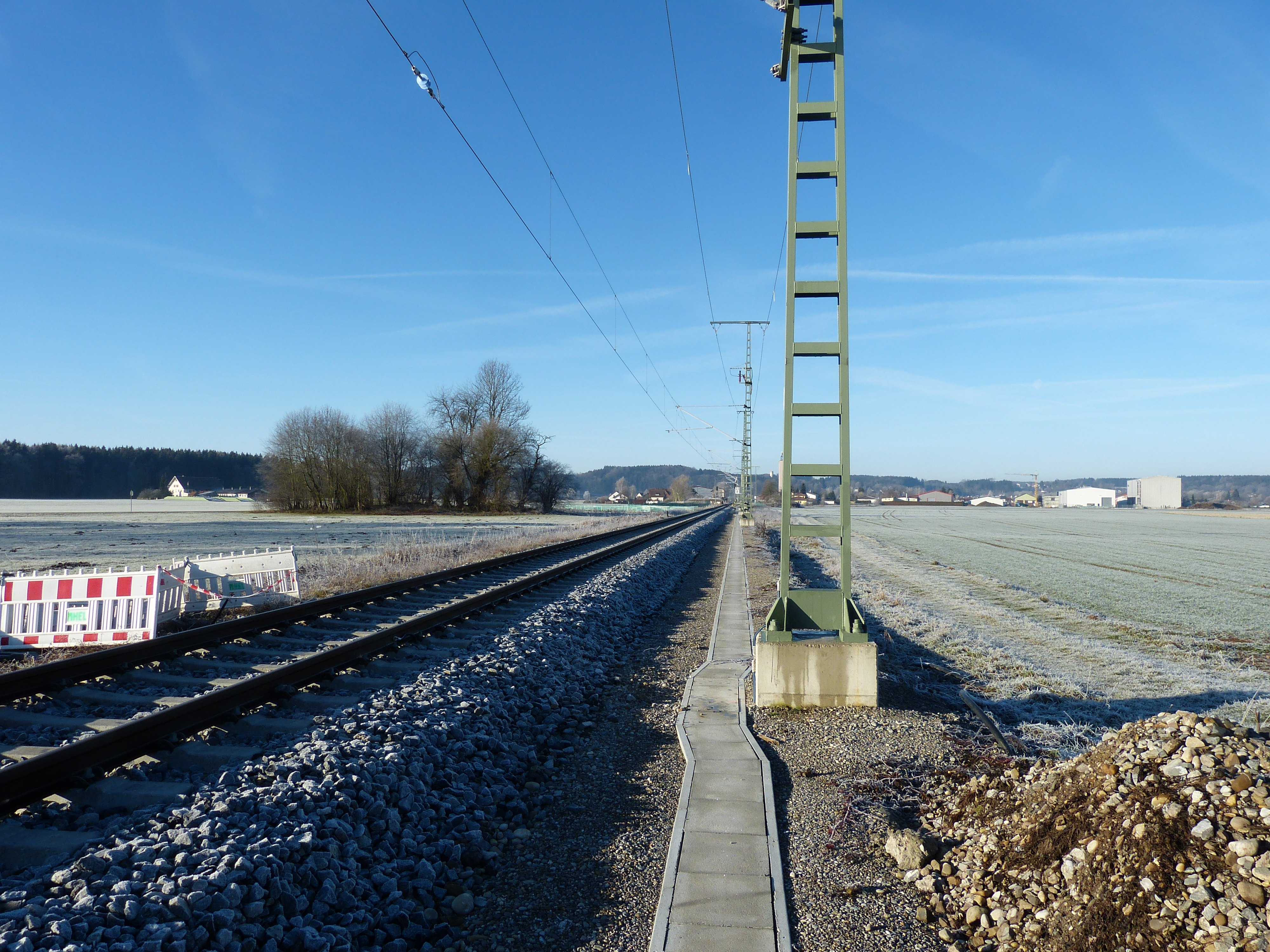
Neu gesetzte Oberleitungsmasten bei Tannheim zwischen Memmingen und Leutkirch. Beim zweiten Mast ist der Ausleger für die beiden Feederleitungen (+15 kV und −15 kV) erkennbar.

In Deutschland, Österreich und der Schweiz werden mit 16,7 Hertz elektrifizierte Bahnstrecken von einem bahneigenen 16,7-Hertz-Hochspannungsnetz versorgt. Die Bewilligungsverfahren für den Bau neuer Hochspannungsleitungen sind jedoch langwierig. Weil die Region Oberschwaben nicht vom 110-kV-Bahnstromnetz erschlossen wird, speist ein Umrichterwerk bei Leutkirch den Abschnitt Geltendorf–Hergatz über ein Autotransformatorsystem mit 16,7-Hertz-Bahnstrom. Dieses verwendet eine Übertragungsspannung von 30 kV zwischen der Feederleitung (−15 kV) und dem Fahrdraht (+15 kV) und sorgt für einen geringeren Spannungsabfall entlang der Strecke. Dadurch konnten die Speiseabschnitte verlängert und die Anzahl der Unterwerke verringert werden. Das Umrichterwerk Leutkirch bezieht den Strom mit einer Frequenz von 50 Hertz von der 110-kV-Überlandleitung Haisterkirch–Leutkirch des öffentlichen Stromnetzes. In Geltendorf wurde das 1993 errichtete Unterwerk mit einem zweiten 15-MVA-Transformator erweitert. Zudem ist in Lindau-Reutin das Bahnstromnetz der Deutschen Bahn auf der 15-kV-Ebene mit jenem der ÖBB-Infrastruktur verbunden.
Gleichzeitig mit dem Start der Ausbauten auf der Strecke Geltendorf–Lindau fand auch der erste Spatenstich für die Elektrifizierung der Strecken Lindau–Friedrichshafen und Friedrichshafen–Ulm statt.

### Erhöhung der Geschwindigkeit
Um zwischen München und Lindau eine Fahrzeit von einer Stunde und 50 bis 55 Minuten zu erreichen, waren nebst baulichen Maßnahmen für Geschwindigkeitserhöhungen auch die Ertüchtigung für bogenschnelles Fahren notwendig. Auf weiten Abschnitten konnte die Geschwindigkeit auch für konventionelle Züge in der Regel um 20 km/h erhöht werden. Zwischen Memmingen und Hergatz blieben hingegen mehrere Geschwindigkeitseinschränkungen durch Bogenradien von 296 bis 555 Meter wegen der vorliegenden Bebauungssituation bestehen.
| Geschwindigkeitswegeband Kißlegg (km 0,0) – Wangen (km 13,3) – Hergatz (km 18,6) |

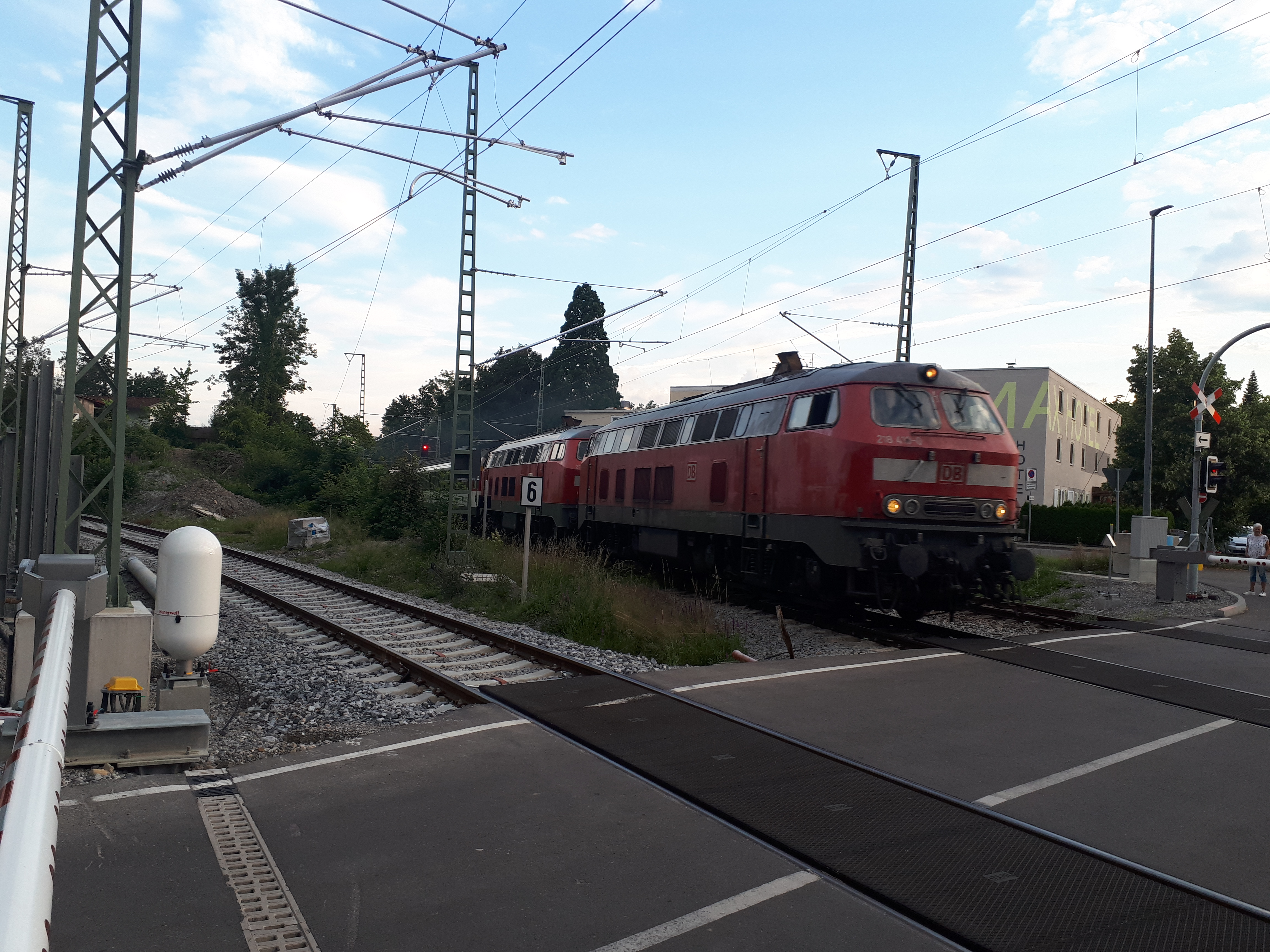
Nördliche Einmündung der Aeschacher Kurve in die hier von einem Eurocity befahrene Strecke Buchloe–Lindau-Insel

Die Geschwindigkeit von Neigetechnikzügen muss beim bogenschnellen Fahren besonders überwacht werden, weil die Punktförmige Zugbeeinflussung PZB 90 das Überschreiten der für sonstige Züge zulässigen Geschwindigkeit insbesondere an Geschwindigkeitswechseln verhindern würde. Dazu wurde der Neigetechnikabschnitt Mindelheim–Hergatz zusätzlich zur herkömmlichen Zugbeeinflussung PZB mit ZUB 262 ausgestattet. Der Abschnitt Hergatz–Lindau ist als Teil der Neigetechnik-Verbindung Augsburg–Kempten–Lindau bereits seit 2011 für bogenschnelles Fahren ertüchtigt. Die in Italien hergestellten ETR 610 konnten bereits vor 2020 in Deutschland bogenschnell verkehren.

### Vermeidung des Fahrtrichtungswechsels in Lindau
Für den Fahrtrichtungs- und den Lokomotivwechsel im bis 2020 als Lindau Hbf bezeichneten Kopfbahnhof benötigten die Eurocity-Züge bis zu zehn Minuten. Nach fast 20 Jahren und mehreren Bürgerentscheiden wurde der Bahnhof Lindau-Reutin ausgebaut. Die aus Zürich kommenden EuroCity-Express (ECE) halten seit Dezember 2020 in Lindau-Reutin, den sie zur Vermeidung des Richtungswechsels im Inselbahnhof über die Aeschacher Kurve verlassen.

## Betrieb

### Personenverkehr
| Bildfahrplan (ab 2023) |

Nach der abgeschlossenen Elektrifizierung erfolgte im Dezember 2020 eine Beschleunigung des Fernverkehrs auf der Strecke, zwischen München und Zürich zunächst von bis zu 40 Minuten, später auf 70 Minuten erhöht. Zudem wurde das Angebot von vier EC- auf sechs ECE-Zugpaare täglich erweitert. Gleichzeitig stellte die Deutsche Bahn den Betrieb ihrer IC-Busse zwischen München und Zürich ein. An Spitzentagen und während des Oktoberfests verkehrte ein zusätzliches Zugpaar, das seit Dezember 2023 täglich verkehrt. Zum Einsatz kommen Neigezüge des Typs ETR 610 (RABe 503) Astoro, die auf der Ausbaustrecke Geschwindigkeiten bis zu 160 km/h erreichen.
Die Reisezeit zwischen München und Zürich konnte mit der Elektrifizierung zunächst auf rund vier Stunden verkürzt werden. Doch benötigte der TEE Bavaria bereits zwischen 1969 und 1971 nur vier Stunden und sieben Minuten. Die Züge des 21. Jahrhunderts mussten im Fahrplanjahr 2021 zur Umschaltung in St. Margrethen einen Halt einlegen, was die ursprünglich geplante Reisezeitverkürzung von München nach Zürich auf dreieinhalb Stunden verhinderte. Die angestrebte Reisezeit von dreieinhalb Stunden setzte eine Änderung der Software in den eingesetzten Zügen voraus, denn dazu ist im Bahnhof St. Margrethen beim Übergang von Österreich in die Schweiz eine dynamische Transition notwendig, also eine Umschaltung der unterschiedlichen Zugbeeinflussungen während der Fahrt. Die im Zugbeeinflussungssystem im ETCS hinterlegten Bremskurven sind jedoch so flach, dass die eingesetzten Astoros (ETR 610) in der Schweiz den Fahrplan nicht einhalten konnten.
Zur Lösung der Aufgabe programmierte Alstom eine Sonderlösung und erhielt dafür einen achtstelligen Geldbetrag; zudem wurde jeder RABe 503 für einen Monat aus dem Betrieb genommen. Die geplante Umstellung konnte bis Dezember 2021 nicht umgesetzt werden. Der Umbau der Züge verzögerte sich bis Frühling 2022. Erste Erfahrungen zeigten, dass seit dem Fahrplanwechsel zwei Drittel aller Züge verspätet waren (25–35 Minuten bei Ankunft in Zürich). Die Situation besserte sich insbesondere auf den Verbindungen von Zürich nach München mit Einsatz der umgerüsteten Neigezüge. Inzwischen (2024) werden verspätete ECs aus München in der Schweiz umgeleitet oder/und vorzeitig angehalten.
Im Gegensatz zum Abschnitt Zürich–Bregenz können die Neigezüge in Deutschland nur einzeln verkehren, da die Bahnsteige der bedienten Bahnhöfe entlang der Ausbaustrecke nicht für 374 Meter lange Doppeltraktionen ausgelegt sind.

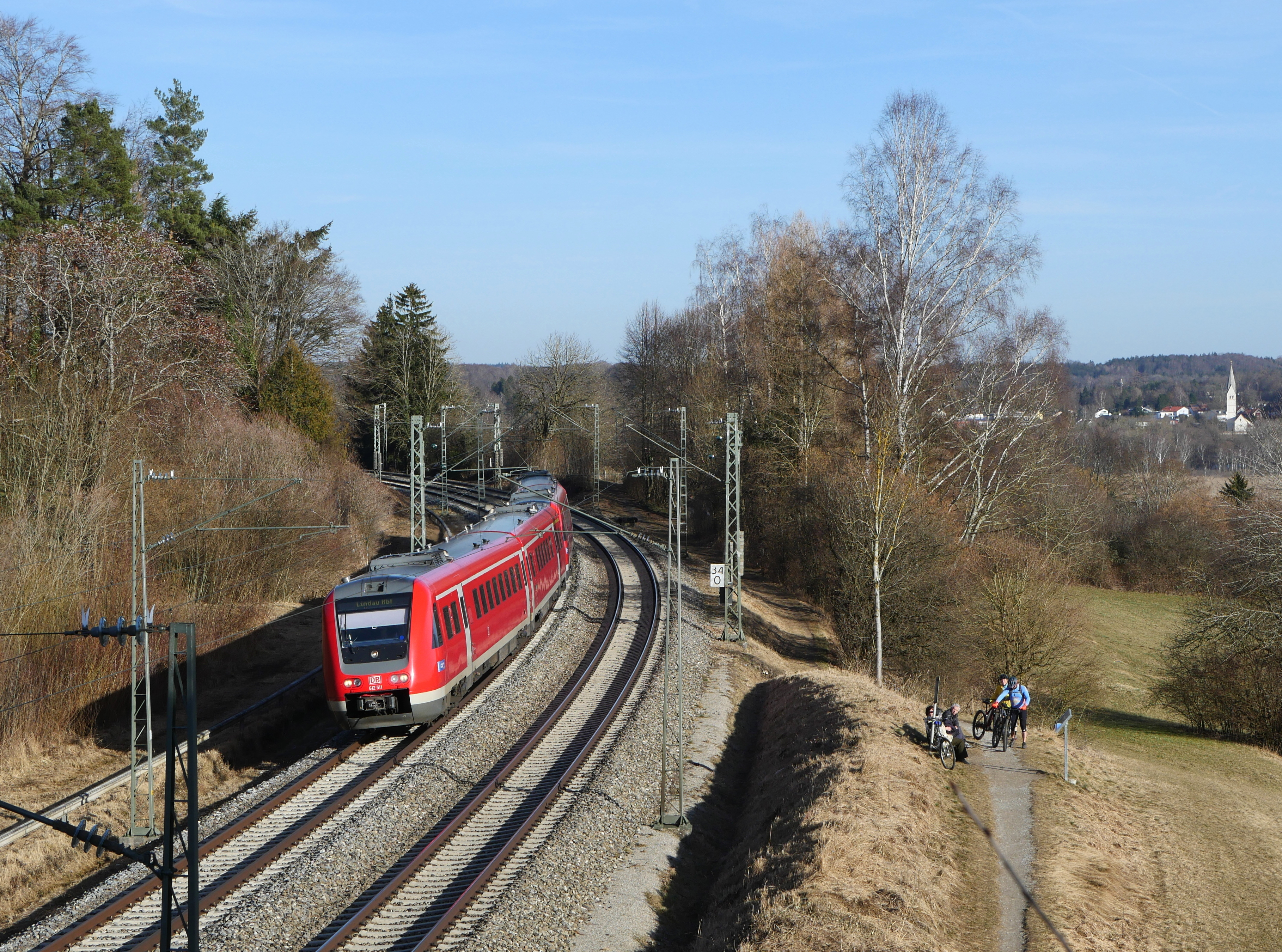
Dieseltriebzug der Baureihe 612 nahe Kottgeisering, rechts im Hintergrund der Ort Grafrath

Der Betrieb zwischen Buchloe und Hergatz ist wegen der langen eingleisigen Abschnitte anspruchsvoll. Die EuroCity-Express-Züge (ECE) müssen zur Symmetrieminute jeweils zur vollen Stunde in Memmingen und Bregenz kreuzen. Andere Möglichkeiten zur Zugbegegnung sind wegen des Regionalverkehrs und der gegebenen Infrastruktur nicht vorhanden. 61,1 Prozent der ECE-Züge aus München trafen im November 2022 verspätet in Lindau ein. 2023 haben sich die Verspätungen nicht verringert und Schweizer Politikerinnen und Politiker forderten im Ständerat eine Verbesserung der Situation.
Im Regionalverkehr wird die gesamte Ausbaustrecke seit Dezember 2021 von Go-Ahead Bayern, nun Arverio Bayern mit der Linie RE 96 bedient. Auf Bestellung des Landes Baden-Württemberg verkehren die RB 92 Memmingen–Lindau-Insel und die RB 53 von Aulendorf stündlich nach Kißlegg und von dort alternierend nach Leutkirch und Wangen. Diesem dichten Verkehr war die Ausbaustrecke nicht gewachsen, in den Monaten Juni bis August 2022 betrug die Pünktlichkeitsquote des RE 96 und der RB 92 nur 40 bis 60 Prozent. Im Januar 2023 wurde der Betrieb die RB 53 zwischen Kißlegg und Wangen bis auf zwei Zugpaare für den Schülerverkehr eingestellt.

### Güterverkehr
Die Elektrifizierung war von Anfang an auf die Beschleunigung des Reiseverkehrs ausgelegt. Die Kapazität der Strecke erlaubt zwischen München und Buchloe 14 und auf dem eingleisigen Abschnitt Kißlegg–Hergatz maximal fünf Güterzüge pro Tag.
Die Triebfahrzeugführer der Österreichischen Bundesbahnen (ÖBB) führen einzelne ECE-Züge zwischen Lindau und München. Die dabei aufgefrischten Streckenkenntnisse ihres Personals erlauben es den ÖBB, bei einer Sperre der Arlbergbahn Züge über die seit 2020 elektrifizierte Strecke via Memmingen umzuleiten, die dank der Elektronischen Stellwerke rund um die Uhr befahrbar ist. Davon wurde im Juni 2021 Gebrauch gemacht. Der Güterverkehr wurde wegen der begrenzten Streckenkapazität im Richtungsbetrieb abgewickelt: Die Planung sah vor, dass ab den Abendstunden die Güterzüge blockweise aus Lindau in Richtung München fahren und nach Mitternacht die Züge in Gegenrichtung verkehren. Der Betrieb wurde durch die durchgehende elektrische Traktion stark vereinfacht. Allerdings konnten die kurzen Zeitfenster nicht immer eingehalten werden, so dass einzelne Züge mehrere Stunden warten mussten.

## Geplante Infrastrukturausbauten
Zum Ausbau der Streckenkapazität – damit die RB 53 wieder zwischen Kißlegg und Wangen verkehren kann – erhält der Bahnhof Wangen bis Dezember 2025 ein zusätzliches Stumpfgleis für den Nahverkehr. Zudem werden in Marstetten-Aitrach, Gebrazhofen und Ratzenried Blocksignale aufgestellt.
Die Bahnhöfe  Kißlegg, Tannheim (Württ) und die Strecke in Buxheim sollen bis 2032 umgebaut werden, um die Überholung von 740 m langen Güterzügen zu ermöglichen.